# 松田纪子
松田纪子（1952年3月5日—）是一名日本前排球运动员。她在1976年夏季奥林匹克运动会中，参加了女子排球比赛并获得金牌。她也参加了1974年亚洲运动会。